# Ibrahim Ibrahimi
Ibrahim Ibrahimi (paixtu: ابراهيم ابراهيمي) va néixer el 1972 a Aşgabat, Turkmenistan i és un compositor i músic de l'Afganistan, que va fugir del seu país a França el 20 d'agost de 2021 per evitar les massacres dels talibans.
Nascut l'any 1972 a la província de Nangarhar, prové d'una família de músics; dos dels seus fills també són músics. Es va graduar a la Mia Sahib Qader Bakhsh High School of Music i va estudiar amb l'ustad Sabz Ali Khan.
Toca principalment el tabla i actua en grups de música tradicional i clàssica, pop, jazz o rock. Abans de la seva fugida, va ensenyar composició a l'Institut Nacional de Música de l'Afganistan, treballant també a la ràdio i la televisió afganeses.
El 20 d'agost de 2021, va abandonar el seu país per refugiar-se a França, sense cap de les seves eines, amb setze membres de la seva família.
Va actuar a l'Iran, l'Índia, l'Azerbaidjan i Turquia. Després d'abandonar l'Afganistan, va actuar a Bèlgica (École d'art d'Uccle) i França (Théâtre Sainte Marie d'en Bas de Grenoble).